# Clarias longior
Clarias longior és una espècie de peix de la família dels clàrids i de l'ordre dels siluriformes.

## Morfologia
Els mascles poden assolir els 22,5 cm de llargària total.

## Distribució geogràfica
Es troba al sud del Camerun.